# InkBall
InkBall est un jeu vidéo développé par Microsoft et présent par défaut sur Windows Vista.

## Système de jeu
Le but du jeu se jouant à l’aide de la souris ou du stylet, dessiner des traits d’encre pour guide les balles dans les trous de la même couleur et pour les empêcher de rentrer dans les trous d’une autre couleur. Le gris est une couleur neutre. Les balles de couleur grise peuvent entrer dans un trou de n’importe quelle couleur et un trou de couleur grise peut accepter une balle quelle que soit sa couleur. Toutefois, cela ne donne droit à aucun point.
Lorsqu’une balle rebondit sur un trait d’encre, un mur ou une autre balle, elle le fait avec le même angle que son angle de départ.
Les traits d’encre disparaissent lorsqu’ils sont touchés par une balle. Un trait d’encre ne peut affecter qu’une seule balle.
En élevant le niveau de difficulté, la vitesse des balles peut augmenter et on peut rencontrer plus de balles, plus de trous et des plateaux de jeux plus complexes, notamment de type puzzle.